# Gorni Disan
Gorni Disan (mac. Горни Дисан) – wieś w centralnej Macedonii Północnej, terytorialnie i administracyjnie należąca do gminy Negotino. Według stanu na 2002 rok jej liczebność wynosiła 11 mieszkańców.

położenie wsi na mapie gminy

Według danych ze spisu powszechnego przeprowadzonego w 2002 roku, wieś Gorni Disan zamieszkiwało 11 osób deklarujących następującą narodowość:
- Macedończycy – 11 (100%)